# فرضیه سازگاری سودمند
فرضیه سازگاری سودمند (به انگلیسی: Beneficial acclimation hypothesis) یک فرضیه فیزیولوژیک است که سازگاری با یک محیط خاص (معمولاً حرارتی) مزایایی را برای جاندار در آن محیط فراهم می‌کند. نخستین بار به‌طور رسمی توسط آرماند ماری لروی، آلبرت بنت و ریچارد لنسکی در سال ۱۹۹۴ آزمایش شد. با این حال، این یک فرض اصلی در کار فیزیولوژیکی تاریخی است که نوعی سازگاری است. این فرضیه ابطال‌پذیر توسط ریموند بی هوی و دیوید بریگان با روش دخالت قوی بیشتر اصلاح شد که سبب شد تا به عنوان یک قاعدهٔ عمومی با یک سری از چندین آزمایش فرضیه‌ها باشد.